# آب باد (شهربابک)
آب باد روستایی در دهستان استبرق، بخش مرکزی شهرستان شهربابک در استان کرمان است.